# Boianu Mare
Boianu Mare – wieś w Rumunii, w okręgu Bihor, w gminie Boianu Mare. W 2011 roku liczyła 568
mieszkańców.